# Podhradie (Trenčín)
|  | Per a altres significats, vegeu «Podhradie». |

Podhradie és un poble i municipi d'Eslovàquia que es troba a la regió de Trenčín. La primera menció escrita de la vila es remunta al 1352.

## Demografia
| Godina             | 1994 | 2004   | 2014   | 2024   |
| ------------------ | ---- | ------ | ------ | ------ |
| Nombre de persones | 343  | 333    | 309    | 292    |
| Diferència         |      | −2,91% | −7,20% | −5,50% |

| Godina             | 2023 | 2024   |
| ------------------ | ---- | ------ |
| Nombre de persones | 288  | 292    |
| Diferència         |      | +1,38% |